# 闊里鎮 (密蘇里州)
闊里鎮（英語：Quarry Town）是位於美國密蘇里州聖熱訥維耶沃縣的非建制地區。

## 歷史
闊里鎮的郵局於1871年設立，其後於1873年停運。

## 地理
闊里鎮所處的海拔為高於海平面118米（即387英呎），而該地所採用的時區為UTC-6，即北美中部時區（CST）。同時該地設有夏令時間，為UTC-6調快一小時，即UTC-5（CDT）。